# Józef Łabędź
Alojzy Maria Józef Łabędź, vlastním jménem Józef Łabędź (13. ledna 1924 Łękawica – 2. ledna 1967 Čenstochová), byl katolický kněz a první polský paulín.
Do Společnosti sv. Pavla vstoupil 13. srpna 1937, o pět let později 1. listopadu 1942 oblékl řeholní oděv. Po válce paulíni opustili Polsko, zůstaly jen Sestry učednice Božského Mistra, u kterých se Józef Łabędź připravoval na řeholní sliby. Ty složil 19. března 1949 a přijal jméno Alojzy Maria. Ačkoliv se k moci dostali komunisté, Łabędź mohl s pomocí sester učednic vystudovat seminář u dominikánů v Krakově. Studia zakončil v roce 1953. Na kněze byl vysvěcen v čenstochovském chrámu Svaté Rodiny. Kvůli politické situaci se nemohl věnovat paulínskému apoštolátu ani kázat, stal se tedy kaplanem sester učednic a vyučoval ve škole (do roku 1958, potom vláda zakázala výuku náboženství). Otec Alberione mu nabídl překládání italských knih do polštiny, Łabędź musel pro neznalost jazyka odmítnout. 2. dubna 1966 koupil pozemek pro budoucí tiskárny bratří paulínů. 10. prosince 1967 se zhroutil, byl převezen do nemocnice v Čenstochové, 2. ledna 1967 zemřel.